# Georg Lehn
Georg Lehn (* 7. Februar 1915 in Darmstadt; † 20. März 1996 in München) war ein deutscher Schauspieler.

## Leben
Er besuchte das Humanistische Gymnasium in Darmstadt und absolvierte anschließend 1934/35 die Schauspielschule der Akademie für Tonkunst. 1935 legte er seine Abschlussprüfung vor der Reichstheaterkammer in Berlin ab, dann folgte ein Jahr Reichsarbeitsdienst und ein Jahr Volontariat in Darmstadt.
1939 erhielt Lehn ein Engagement an der Niedersächsischen Landesbühne Hannover. Von 1940 bis 1942 spielte er am Stadttheater von Schneidemühl und von 1942 bis 1944 an den Städtischen Bühnen von Bromberg. Meist wurde Lehn im Fach des jugendlichen Komikers eingesetzt. Aufgrund des Zweiten Weltkriegs musste Lehn seine Karriere unterbrechen, danach agierte er von 1945 bis 1947 an den Heidelberger Kammerspielen, 1947/48 am Jungen Theater in München. 1950 wirkte er am Theater Baden-Baden, 1951 bis 1953 an den Städtischen Bühnen in Essen und 1953 bis 1956 am Bayerischen Staatsschauspiel in München. Danach arbeitete er freiberuflich und gastierte unter anderem bei den Salzburger Festspielen und ging auf zahlreiche Tourneen.
Beim Film begann Lehn mit einigen winzigen Auftritten, darunter als reimender Flugschüler in Quax, der Bruchpilot. In Bernhard Wickis Kriegsdrama Die Brücke spielte er den Feldwebel, der das Sprengkommando anführt und zum Schluss von Fritz Wepper von hinten erschossen wird. Auch später blieben seine Rollen meist klein, größere Bekanntheit erlangte er durch das Fernsehen, wo er in insgesamt über 250 Rollen meist einfache Leute, aber auch zwielichtige Gestalten und zuletzt seltsame alte Männer darstellte. Er war Vater von drei Kindern.
Seine Grabstätte befindet sich auf dem Münchener Waldfriedhof.

## Filmografie
- 1958: Alle Sünden dieser Erde
- 1940: Wunschkonzert
- 1941: Quax, der Bruchpilot
- 1949: Der Ruf
- 1950: Vom Teufel gejagt
- 1950: Der fallende Stern
- 1954: Unsere kleine Stadt
- 1955: Der doppelte Ehemann
- 1955: Madame Aurélie
- 1957: Das große ABC
- 1957: Rübezahl – Herr der Berge
- 1957: Nachts, wenn der Teufel kam
- 1958: Alle Sünden dieser Erde
- 1958: Taiga
- 1958: … und nichts als die Wahrheit
- 1958: Madeleine und der Legionär
- 1958: Das Wirtshaus im Spessart
- 1958: Auferstehung
- 1959: Ein Mann geht durch die Wand
- 1959: Die Wahrheit über Rosemarie
- 1959: Johanna aus Lothringen
- 1959: Die Brücke
- 1959: Nacht fiel über Gotenhafen
- 1960: Strafbataillon 999
- 1960: Am grünen Strand der Spree – 1. Teil
- 1960: Instinkt ist alles
- 1960: Es geschah an der Grenze (Serie)
- 1960: Gustav Adolfs Page
- 1960: Die junge Sünderin
- 1960: Division Brandenburg
- 1960: Brücke des Schicksals
- 1961: Die Journalisten
- 1961: Der fröhliche Weinberg
- 1961: Der grüne Bogenschütze
- 1961: Die Firma Hesselbach – Das Dreckrändchen (Serienfolge)
- 1961: Nur der Wind
- 1962: Hauptgewinn: 6 (Serie)
- 1962: Die Glocken von London
- 1962: Das Feuerschiff
- 1963: Durchbruch Lok 234
- 1963: Der Belagerungszustand
- 1963: Freundschaftsspiel
- 1963: Das Unbrauchbare an Anna Winters
- 1964: Die Brücke von Estaban
- 1964: Gewagtes Spiel – Teddy und Freddy
- 1964: Die Verbrecher
- 1965: Don Juan oder Die Liebe zur Geometrie
- 1965: Der Sündenbock
- 1965: Der Nachtkurier meldet – Zirkus in Not
- 1965: Die Geschäfte des Herrn Mercadet
- 1965: Nemo taucht auf
- 1966: Um null Uhr schnappt die Falle zu
- 1966: Die Fliegen
- 1966: Die Spanische Fliege
- 1966: Judith
- 1966: Woyzeck
- 1966: Stahlnetz: Der fünfte Mann
- 1967: Der Tag, an dem die Kinder verschwanden
- 1967: Der Alte
- 1967: Bei uns daheim
- 1967: Polizeifunk ruft – Der Wolfshund
- 1968: Der Mann, der keinen Mord beging (Fernseh-Mehrteiler)
- 1968: Das Schloß
- 1968: Einer fehlt beim Kurkonzert
- 1969: Pater Brown –  Die Form stimmt nicht
- 1970: Der Kommissar – Tod eines Klavierspielers
- 1970: Merkwürdige Geschichten – Nicht von dieser Welt
- 1971: Der Vereinsmeier (Serie)
- 1971: Viel Getu' um nichts
- 1971: Der plötzliche Reichtum der armen Leute von Kombach
- 1972: Ornifle oder Der erzürnte Himmel
- 1972: Scheidung auf musikalisch
- 1973: Paganini (Fernsehen)
- 1973: Unser Dorf (Serie)
- 1974: Ay, ay, Sheriff
- 1975: Die schöne Marianne (Serie)
- 1975: Ein Fall für Sie! – Sprechstunde nach Vereinbarung
- 1975: Tatort – Kurzschluss (Fernsehreihe)
- 1975: Das feuerrote Spielmobil (Bauer Krebs alias Dr. Allwissend)
- 1975/78: Lady Dracula
- 1976: Der Winter, der ein Sommer war (Mehrteiler)
- 1977: Pariser Geschichten (Serie)
- 1977: MS Franziska (Serie)
- 1977: Tod oder Freiheit
- 1978: Die Straße
- 1980: Alfred Döblin: Ein Epilog
- 1981: Taunusrausch
- 1981: Tatort – Das Zittern der Tenöre
- 1982: Vivatgasse 7 (Serie)
- 1982: Die Sehnsucht der Veronika Voss
- 1982: Ein Fall für zwei – Der Jäger als Hase
- 1984: Rummelplatzgeschichten (Serie)
- 1984: Ein Fall für zwei – Chemie eines Mordes
- 1985: Die Sache ist gelaufen
- 1987: Die Wilsheimer (Serie)
- 1988: Das Königsstechen
- 1988: Ein Fall für zwei – Der Mann auf dem Foto
- 1989: Tatort – Kopflos
- 1990: Florian (Mehrteiler)
- 1990: Mit Leib und Seele – Der arme Hiob
- 1991: Einer für alle
- 1994: Halali oder Der Schuß ins Brötchen

## Hörspiele
- 1953: Carl Zuckmayer: Ulla Winblad oder Musik und Leben des Carl Michael Bellmann – Regie: Walter Ohm (Hörspiel – BR/RB/SWF)

## Belege
1. ↑  Grab von Gerg Lehn. knerger.de, abgerufen am 13. Januar 2018.

| Personendaten    | Personendaten          |
| ---------------- | ---------------------- |
| NAME             | Lehn, Georg            |
| KURZBESCHREIBUNG | deutscher Schauspieler |
| GEBURTSDATUM     | 7. Februar 1915        |
| GEBURTSORT       | Darmstadt              |
| STERBEDATUM      | 20. März 1996          |
| STERBEORT        | München                |